# Mοni Kapsa (faraggi Kapsas kai guro periοchi)
Mοni Kapsa (faraggi Kapsas kai guro periοchi) este o arie protejată (arie specială de conservare — SAC, sit de importanță comunitară — SCI) din Grecia întinsă pe o suprafață de 996,79 ha, integral pe uscat.

## Localizare
Centrul sitului Mοni Kapsa (faraggi Kapsas kai guro periοchi) este situat la coordonatele 35°02′36″N 26°03′36″E / 35.043348°N 26.059971°E.

## Înființare
Situl Mοni Kapsa (faraggi Kapsas kai guro periοchi) a fost declarat sit de importanță comunitară în aprilie 1997 pentru a proteja un număr necunoscut de specii din flora spontană și fauna sălbatică aflate în arealul zonei. Situl a fost protejat și ca arie specială de conservare în martie 2011.

## Biodiversitate
Situată în ecoregiunea mediteraneană, aria protejată conține 5 habitate naturale: Faleze cu vegetație de Limonium spp. endemic de pe coastele mediteraneene, Râuri mediteraneene cu debit intermitent, cu specii de Paspalo-Agrostidion, Sarcopoterium spinosum phryganas, Pante stâncoase calcaroase cu vegetație casmofită, Galerii și tufărișuri riverane sudice (Nerio-Tamaricetea și Securinegion tinctoriae).
La baza desemnării sitului se află un număr nedeclarat de specii protejate.
Pe lângă speciile protejate, pe teritoriul sitului au mai fost identificate 12 specii de plante.